# Trsa
Trsa (cyr. Трса) – wieś w Czarnogórze, w gminie Plužine. W 2011 roku liczyła 35 mieszkańców.